# 자그레브 대학교

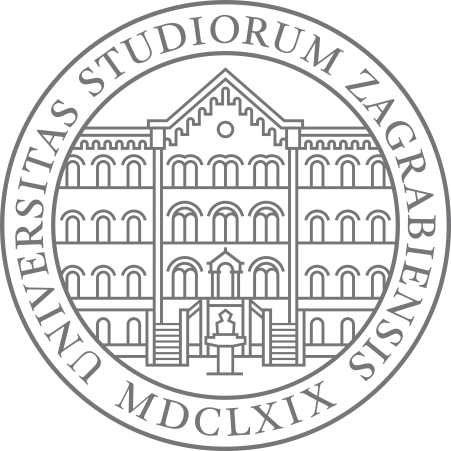

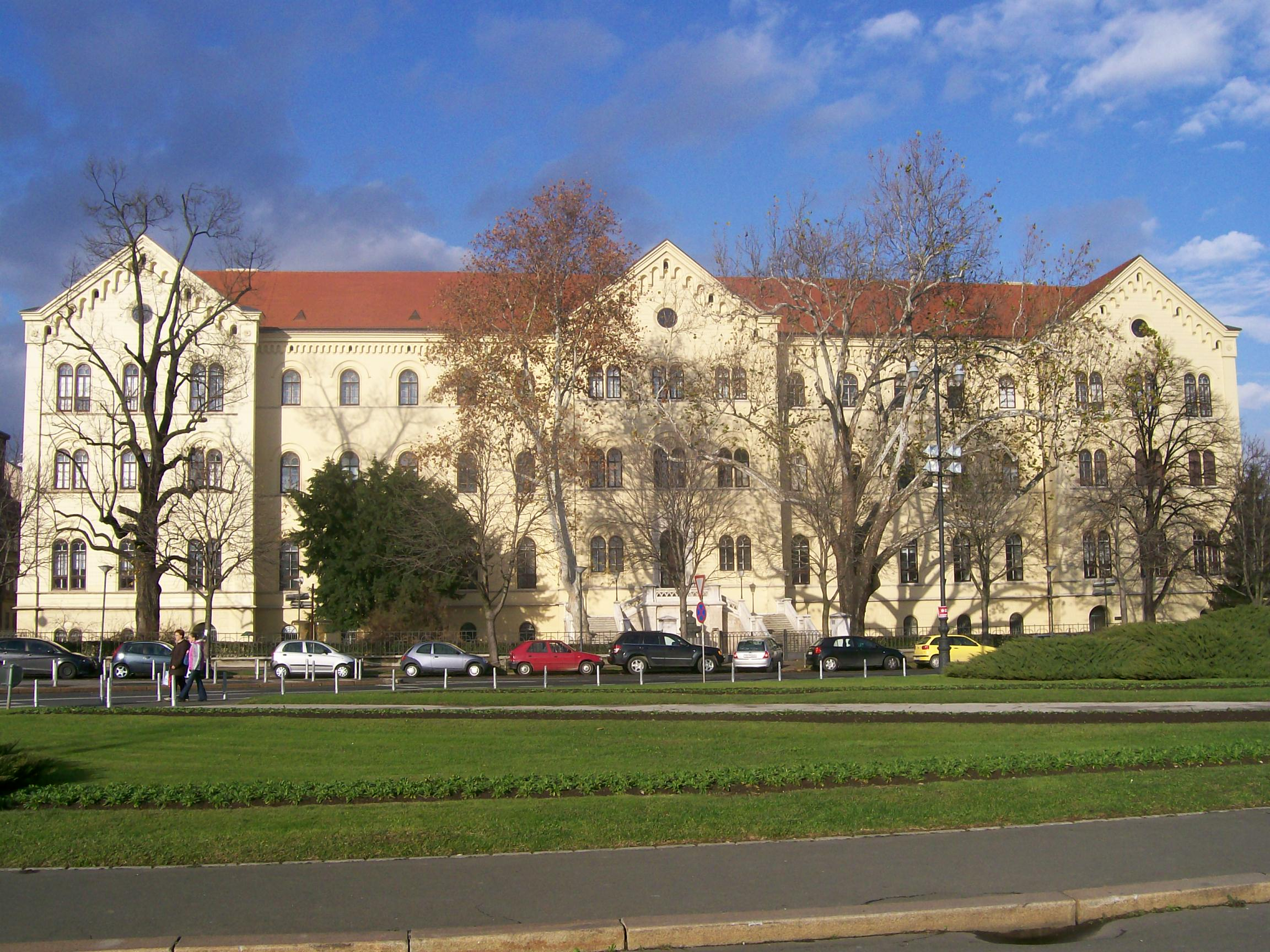

자그레브 대학교(크로아티아어: Sveučilište u Zagrebu)는 크로아티아 자그레브에 소재한 대학교이다.